# بيدير لودفيغ مولر
بيدير لودفيغ مولر (بالدنماركية: Peder Ludvig Møller)‏ هو ناقد أدبي وصحفي وشاعر دنماركي، ولد في 1814، وتوفي في 1865.